# Lepus americanus
La liebre americana (Lepus americanus) es una especie de mamífero lagomorfo de la familia Leporidae propia de Norteamérica. Tiene unas grandes patas posteriores que le sirven para  no hundirse en la nieve cuando salta o camina. Sus patas también están recubiertas de pelo en la planta para evitar que se congelen.
Para camuflarse su pelo se vuelve blanco durante el invierno y marrón durante el verano. Sus flancos siempre son blancos. También se le puede distinguir por los pelos negros que tiene alrededor de las orejas. Sus orejas son más cortas que la mayoría de las liebres.
En verano, su base alimenticia son plantas, como hierba, helechos u hojas. Y en invierno se alimenta de ramas, la corteza de los árboles, y los capullos de flores y plantas. Junto con las liebres árticas, se ha llegado a saber que pueden llegar a comerse carne robada puesta como cebo de trampas e incluso pueden llegar a comerse a sus congéneres muertos, así como roedores muertos, debido a la escasa disponibilidad de proteínas en su dieta. A veces se ve la alimentación en grupos pequeños. Este animal es principalmente nocturno y no hiberna.
Pueden reproducirse hasta 4 veces al año, y suelen tener entre 2 y 4 crías en cada camada.

## Subespecies
Hay seis subespecies de esta liebre:
- Lepus americanus americanus
- Lepus americanus bairdii
- Lepus americanus cascadensis
- Lepus americanus dalli
- Lepus americanus struthopus
- Lepus americanus virginianus

## Enlaces externos

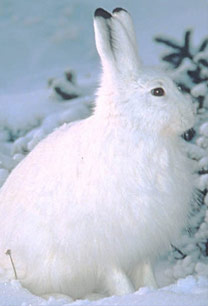
La liebre americana en invierno.